# Chez Damier
Anthony Pearson (Chicago, 1968) is een Amerikaanse dj en producer van house en deephouse. Hij is het meest bekend om zijn plaat Can You Feel It? uit 1992. 

## Biografie
Pearson wordt geboren in Chicago en komt vanaf zijn dertiende in aanraking met de plaatselijke clubscene waar op dat moment Frankie Knuckles al actief is. Als hij gaat studeren komt hij in Detroit terecht. Daar komt hij via een vriend in contact met Derrick May en rolt hij de technowereld in. Niet lang daarna raakt hij betrokken bij de succesvolle groep Inner City, waarvoor hij productiewerk doet voor het album Paradise. Hij gaat ook aan het werk als A&R-manager voor het KMS-label van Kevin Saunderson. Hij begint ook zelf als producer en remixer. Zo vormt hij een tijdje het remixduo Power 41 met Marc Kinchen. In 1991 maakt hij met Saunderson en zangeres Donna Black de raveplaat Deep Trip ans 3 Down. Zijn eerste eigen productie is Can You Feel It? (1992), dat met een bewerking van Marc Kinchen tot een populaire plaat uitgroeit. Vanaf 1993 werkt hij een tijd samen met Ron Trent. Ze maken platen onder diverse namen en richten bovendien het Prescription-label op. Wanneer het duo in 1994 in Berlijn verblijft werken ze samen met Rhythm & Sound voor een remix van I'm Your Brother van Round One. In 1996 gaat het duo na onenigheid weer uiteen. Trent verwerft het label waarna Pearson tijdelijk het Balance-label opzet. Hij werkt in 1995 ook eenmalig samen met Stacey Pullen, waarvan de ep Forever Monna verschijnt. 
Vanaf 1997 stopt Damier een tijd met muziek. Hij trouwt en bouwt een bestaan op als adviseur en trainer. Met muziek is hij nog sporadisch bezig. In 2008 blaast hij zijn muzikale activiteiten echter weer nieuw leven in en verschijnen er weer platen en treedt hij weer op als dj. Hij werkt geregeld samen met anderen. Zo richt hij met de Franse producer Ben Vedren het project Heart 2 heart op. In 2017 is hij betrokken bij het project Villa H2H, dat hij samen met Vedren en Ricardo Villalobos opzet. Daarvan verschijnt een gelijknamige ep.

## Discografie

### Compilaties
- DJ Chez Damier – House Masters (1996)
- RA.305 (2012)